# Tonya Pinkins
Tonya Pinkins (Chicago, 30 maggio 1962) è un'attrice e cantante statunitense.

## Biografia
Tonya è prevalentemente un'attrice teatrale nota soprattutto per il suo lavoro nei musical di Broadway: Merrily We Roll Along, Chronicle of a Death Foretold, The Wild Party, House of Flowers, Radio Golf, A Time To Kill e Holler If Ya Hear Me. La sua performance più nota e premiata è quella del ruolo di Caroline nel musical di Jeanine Tesori e Tony Kushner Caroline, or Change, che le ha valso l'Obie Award, il  Lucille Lortel Award, l'AUDELCO Award, il Backstage “Garland Award”, il Los Angeles Drama Critics Award ed il What's On Stage Nomination for Best Actress in a Musical alla miglior attrice protagonista in un musical, oltre alle nomination al Laurence Olivier Award, Drama Desk Award e Tony Award alla miglior attrice protagonista in un musical. Nel 2007 ha recitato nel ruolo di Phoebe Banks nel film Come d'incanto.

## Filmografia

### Cinema
- Beat Street, regia di Stan Lathan (1984)
- Non guardarmi: non ti sento (See No Evil, Hear No Evil), regia di Arthur Hiller (1989)
- Above the Rim, regia di Jeff Pollack (1994)
- Romance & Cigarettes, regia di John Turturro (2005)
- Premium, regia di Pete Chatmon (2006)
- Come d'incanto (Enchanted), regia di Kevin Lima (2007)
- Noah's Arc: Jumping the Broom, regia di Patrik-Ian Polk (2008)
- Gigolò per caso (Fading Gigolo), regia di John Turturro (2013)
- Aardvark, regia di Brian Shoaf (2017)
- Il libro di Henry (The Book of Henry), regia di Colin Trevorrow (2017)

### Televisione
- Così gira il mondo (As the World Turns) – serial TV, 8 puntate (1984-1986)
- Crime Story – serie TV, episodio 1x09 (1986)
- I Robinson (The Cosby Show) – serie TV, episodio 6x13 (1990)
- Law & Order - I due volti della giustizia (Law & Order) – serie TV, episodi 1x02-16x21 (1990-2006)
- La valle dei pini (All My Children) – serial TV, 62 puntate (1991-2009)
- University Hospital – serie TV, 9 episodi (1995)
- The Guardian – serie TV, episodio 1x15 (2002)
- Sleeper Cell – serie TV, episodio 1x06 (2005)
- Criminal Minds – serie TV, episodio 1x17 (2006)
- Cold Case - Delitti irrisolti (Cold Case) – serie TV, episodio 3x22 (2006)
- Unfabulous – serie TV, episodio 3x03 (2007)
- The Closer – serie TV, episodio 4x08 (2008)
- 24 – serie TV, 4 episodi (2009)
- Army Wives - Conflitti del cuore (Army Wives) – serie TV, 5 episodi (2009)
- Hostages – serie TV, episodio 1x04 (2013)
- Nurse Jackie - Terapia d'urto (Nurse Jackie) – serie TV, episodi 7x02-7x04 (2015)
- Gotham – serie TV, 11 episodi (2015-2016)
- 22.11.63 (11.22.63) – miniserie TV, 4 episodi (2016)
- Madam Secretary – serie TV, episodi 3x04-3x12 (2016-2017)
- Scandal – serie TV, episodio 6x06 (2017)
- The Strain – serie TV, episodio 4x05 (2017)
- Fear the Walking Dead – serie TV, 6 episodi (2018)
- Elementary – serie TV, episodio 6x20 (2018)

## Doppiatrici italiane
Nelle versioni in italiano delle opere in cui ha recitato, Tonya Pinkins è stata doppiata da:
- Emanuela Baroni in Romance & Cigarettes, Gotham
- Giò Giò Rapattoni in Cold Case - Delitti irrisolti
- Alessandra Korompay in Criminal Minds
- Barbara Castracane in Come d'incanto
- Alessandra Cassioli in The Closer
- Isabella Pasanisi in 22.11.63
- Monica Pariante in Scandal
- Michela Alborghetti in Bull
- Valeria Perilli in NCIS: New Orleans
- Mirta Pepe in Wu-Tang: An American Saga
- Laura Boccanera in East New York